# Montréal
Montréal (francuski izgovor:/mɔ̃ʁeal/, engleski: Montreal, engleski izgovor: /ˌmʌntɹiˈɒːl/) je drugi po veličini grad u Kanadi i najveći grad pokrajine Québec. Grad se nalazi na istoimenom otoku koji je smješten na ušću Saint Lawrence i rijeke Outaouais.
Kao i u ostatku Québeca, materinski jezik većine stanovništva je francuski, a u gradu živi i značajna anglofona manjina. Grad se smatra prijestolnicom frankofonske Sjeverne Amerike, te je drugi grad na svijetu, poslije Pariza, po broju ljudi koji govore francuskim jezikom.
U samom gradu živi 1.704.694 stanovnika prema popisu iz 2016., dok u širem području grada živi 4.098.927 stanovnika. Šire područje grada obuhvaća i 75 otoka i otočića, uz glavni otok Montréal.
Povijesno gledajući, Montréal se smatrao gospodarskim središtem Kanade, no od 70-tih godina 20. stoljeća Toronto preuzima ulogu najvećeg i najmoćnijeg grada kanadske federacije. Grad ostaje središtem zrakoplovne, farmaceutske, modne i turističke industrije, kao i industrije videoigara i umjetne inteligencije. U Montréalu se nalazi UN-ovo sjedište Međunarodne organizacije za civilno zrakoplovstvo te Svjetska antidopinška agencija, a 2006. godine UNESCO proglašava Montréal za svjetski grad dizajna. Smatra se jednim od najboljih gradova za život u Sjevernoj Americi, a prema mnogima ovaj grad je i kulturna prijestolnica Kanade. Također ovo je jedan od deset najčišćih gradova na svijetu.
U Montréalu je održana Svjetska izložba 1967., kao i Olimpijske igre 1976. godine, a od 1978. godine ugošćuje i Veliku nagradu Kanade utrku Formule 1.  

## Povijest

### Francuska vlast
Utvrđeno irokeško selo Hochelaga, nalazilo se na otoku u vrijeme dolaska Jacquesa Cartiera u listopadu 1535. godine. Mjesto je nazvano „Mons realis“ (latinski: Kraljevsko brdo). U 20. stoljeću arheologija|arheolozi su našli predmete koji svjedoče o ljudskoj prisutnosti na tom području 3000 do 4000 godina pr. Kr. U vrijeme kada je Samuel de Champlain 1608. osnovao grad Québec, selo Hochelaga više nije postojalo, a njegova točna lokacija i danas je nepoznata.
Godine 1615., Samuel de Champlain izražava zamisao o stvaranju novog grada na rijeci Saint Lawrence, u svrhu širenja katoličanstva među Indijancima u Novoj Francuskoj. Francuzi su se doselili na to područje tek 17. svibnja 1642., kad je skupina svećenika, časnih sestara i naseljenika pod vodstvom Paula Chomedeya de Maisonneuvea osnovala selo Ville-Marie, koje je kasnije postalo današnji Montréal. Od značajnijih doseljenika važno je spomenuti Jeanne Mance koja je osnovala Hôtel-Dieu, koji se smatra prvom bolnicom u Sjevernoj Americi.
Godine 1680., u Montréalu je živjelo 493 stanovnika, od toga 75 Parižana, 68 Normandijaca, 54 Onisana (La Rochelle), 35 Anžuvinaca, 34 Poituaca, 28 Manaca, 23 Sentonžaca, 17 Bretonaca, 16 Peršaca, 13 Angulemaca, 12 Šampanjaca i 10 Pikardijaca.
U kolovozu 1701., 1300 Indijanaca sastalo se u Montréalu kako bi sklopili mir između različitih indijanskih naroda i Francuza. Velikim montréalskim mirom prestali su sukobi koji su ometali trgovinu kožama u Novoj Francuskoj. Ubrzo je stanovništvo grada poraslo na preko 2000 stanovnika.
Mjesto je nastavilo ubrzano rasti i uskoro je postalo važno središte za trgovinu krznom i kožom. Grad je bio polazišna točka raznim francuskim istraživačima koji su istraživali unutrašnjost, kao što su Louis Jolliet, La Salle, La Vérendrye i Duluth. Drveni zidovi izgrađeni su 1725. godine. Unatoč vrlo jakom potresu 7. rujna 1732., grad se nastavio razvijati, te biva utvrđen oko 1740. godine. Grad je ostao u francuskim rukama sve do 8. rujna 1760., kada je vojvoda Lévis bio prisiljen grad predati britanskoj vojsci pod vodstvom lorda Jeffreya Amhersta.

### Britanska vlast
Godine 1759., u Montréalu je živjelo više od 5000 stanovnika. Nakon britanskog osvajanja 1760., Montréal je još uvijek nalikovao francuskim gradovima s većinskim francuskim stanovništvom, ali su bogato građanstvo najvećim dijelom činili Englezi. Iako je najveći dio stanovništva govorio francuskim jezikom, najveći dio novina, plakata, te školovanje bili su na engleskom.
Ubrzani rast grada još je više potaknula gradnja kanala Lachine 1824., kojim se omogućila plovidba brodovima kroz brzace Lachinea na jugu otoka. U to vrijeme značajno se počela razvijati industrija. U drugoj polovici 19. stoljeća dolazi do velikog razvoja željeznice, te željeznička kompanija Kanadska pacifička željeznica ovdje osniva svoje sjedište 1880. godine, čime je grad postao veliki željeznički čvor Kanade.
Iako su grad pogodile epidemije i veliki požari, u Montréalu se snažno razvila industrija i trgovina kojom je najvećim dijelom upravljalo englesko građanstvo. Grad je, kao i ostatak pokrajine, pogodila pobuna 1837. protiv britanske vlasti. Između 1843. i 1849. ovdje se nalazio parlament Ujedinjene Kanade, kojeg su zapalili britanski pobunjenici koji su se protivili zakonu o povratku prava francuskom stanovništvu. U ovom požaru koji se proširio i do nacionalne knjižnice, uništeni su brojni povijesni spisi Nove Francuske.
Snažan razvoj banaka i drugih financijskih institucija pretvorili su Montréal u financijsko središte Kanade, što je ostao tijekom cijele prve polovice 20. stoljeća. U drugoj polovici 20. stoljeća gospodarska metropola Kanade postaje Toronto.

### Novija povijest
| Godina | Stanovništvo |
| ------ | ------------ |
| 1801.  | 9000         |
| 1811.  | 13 300       |
| 1821.  | 18 767       |
| 1831.  | 27 297       |
| 1841.  | 40 356       |
| 1851.  | 57 715       |
| 1861.  | 90 323       |
| 1871.  | 107 225      |
| 1881.  | 140 747      |
| 1891.  | 216 650      |
| 1901.  | 267 730      |
| 1911.  | 467 986      |

| Godina | Stanovništvo |
| ------ | ------------ |
| 1921.  | 618 506      |
| 1931.  | 818 577      |
| 1941.  | 903 007      |
| 1951.  | 1 036 542    |
| 1961.  | 1 257 537    |
| 1971.  | 1 214 532    |
| 1981.  | 1 018 609    |
| 1991.  | 1 017 666    |
| 1996.  | 1 571 630    |
| 2001.  | 1 617 680    |
| 2006.  | 1 637 563    |
| 2016.  | 1 704 694    |

Zbog postepenog premještaja stanovništva prema zapadu, grad je godinama u ekonomskom i drugom smislu stagnirao. Nakon industrijske restrukturizacije i velikog kulturnog razvoja, grad je opet procvjetao.
Međunarodni status grad je dobio održavanjem Svjetske izložbe 1967. godine, koja je održana u isto vrijeme kad je bila i 325. godišnjica osnivanja grada, te Olimpijske igre 1976. godine.
Dana 1. siječnja 2002. godine, sve općine koje se nalaze na otoku Montréalu s ukupnim brojem stanovnika od 1.871.774 osoba, kao i više periferijskih otoka koji se nalaue u širem području Montréala, spojeni su prema zakonu kojeg je donijela vlada Québeca, kako bi se stvorio novi preustrojeni grad Montréal.
27 naselja u predgrađu integrirani su sa starim gradom Montréalom, te pretvoreni u gradske okruge. Mnoga predgrađa protivila su se ovom ustroju, pogotovo anglofona naselja koja se nalaze na zapadu otoka.
Nakon što je na vlast došla liberalna vlada u Québecu, održan je referendum o izdvajanju općina, koji je održan 20. lipnja 2004. godine. Od 22 općine koje su pripojene gradu 2002., njih 15 je na referendumu odlučilo izdvojiti se iz grada Montréala i postati zasebne općine. Ovo izdvajanje je službeno stupilo na snagu 1. siječnja 2006. kada su oformljene nove općine na otoku.
Gradom Montréalom i novim izdovjenim općinama upravlja aglomerizacijsko vijeće koje je zaduženo za međuopćinske probleme (npr. policija, vatrogastvo, vodovod, gospodarski razvoj i sl.), dok su same općine zadužene za lokalna pitanja (tipa javnih radova i sl.).

## Zemljopis
Montréal se nalazi na jugozapadu kanadske pokrajine Québec, udaljen oko 275 km od grada Québeca, koji je glavni grad pokrajine, te 167 km od Ottawe, koja je glavni grad države.
Grad je smješten na središnjem i istočnom dijelu otoka Montréala, na ušću Saint Lawrence i rijeke Outaouais. Montréalska luka nalazi se na jednom kraju morskog puta rijeke Saint Lawrence (Voie maritime du Saint-Laurent), koji se proteže od Velikih jezera do Atlantskog oceana. Montréal omeđuje rijeka Saint Lawrence na jugu i rijeka Prairies na sjeveru. Na otoku se nalazi brdo s tri vrha zvano Mont Royal, po kojem je grad i nazvan.
Montréal je središte šireg područja Montréala (Communauté métropolitaine de Montréal), te graniči s gradovima Laval na sjeveru, Longueuil, Saint-Lambert, Brossard i drugim općinama na jugu, Repentigny na istoku, te tzv. zapadnim otočnim općinama na zapadu. Anglofone enklave Westmount, Montréal-Ouest, Hampstead, Côte Saint-Luc, grad Mont-Royal, te frankofona enklava Montréal-Est su u potpunosti okruženi gradom Montréalom.

### Klima
Montréal se nalazi na mjestu doticanja nekoliko klimatskih regija. Obično se klima u gradu smatra vlažnom kontinentalnom klimom (Dfb). Padaline su vrlo česte i obilne. Godišnje na grad padne oko 2,25 metara snijega, te 900 mm kiše. Statistički je ljeto godišnje doba s najviše padalina, ali je također i najsunčanije razdoblje.
Najhladniji mjesec u godini je siječanj, kada je prosječna najniža dnevna temperatura −14,9 °C. Zbog vjetra građani nisku temperaturu osjete znatno jače, nego što je prava razina temperature. Najtopliji mjesec u godini je srpanj u kojem je prosječna najviša dnevna temperatura 26,3 °C.
Najniža ikad zabilježena temperatura u gradu bila je −37,8 °C, 15. siječnja 1957., dok je najviša zabilježena temperatura bila 37,6 °C, dana 1. kolovoza 1975. godine. Zbog velike vlažnosti zraka po ljeti, temperatura se osjeti znatno jače nego što je njezina prava razina. Snijeg je sasvim normalna pojava u proljeće i jesen. Isto tako, uobičajena su i bablja ljeta (été indien).
| Mjesec               | Sij.  | Velj. | Ožu. | Tra. | Svi. | Lip. | Srp. | Kol.  | Ruj. | Lis. | Stu. | Pro. | God. |  |
| -------------------- | ----- | ----- | ---- | ---- | ---- | ---- | ---- | ----- | ---- | ---- | ---- | ---- | ---- |  |
| Prosječna temp. (°C) | -10,3 | -8,8  | -2,4 | 5,7  | 12,9 | 18,0 | 20,8 | 19,4  | 14,5 | 8,3  | 1,6  | -6,9 | 10,1 |  |
| Kiša (mm)            | 20,8  | 18,8  | 34,1 | 62,6 | 66,7 | 82,5 | 85,6 | 100,3 | 86,5 | 72,8 | 70,4 | 35,1 | -    |  |
| Snijeg (cm)          | 47,7  | 41,2  | 31,3 | 10,9 | 1,6  | 0    | 0    | 0     | 0    | 2,6  | 24,1 | 54,8 | -    |  |

## Uprava

### Gradsko vijeće
Gradsko vijeće Montréala (conseil de ville) je tijelo zaduženo za donošenje odluka u gradu, a njegovi članovi se izabiru na izborima. Sastoji se od 64 člana (45 vjećnika i 19 okružnih načelnika) koji predstavljaju sve dijelove grada. Vijeće je nadležno za više područja, uključujući gradsku sigurnost, okoliš, urbanizam, lokalne subvencije i sl. Gradsko vijeće je također zaduženo i za nadzor i donošenje određenih odluka u okružnim vijećima.

### Izvršni odbor
Gradski izvršni odbor (comité exécutif) je izravno vezan za grdsko vijeće, te jezadužen za pripremanje različitih dokumenata, kao što su gradski proračun ili razni općinski aktovi koji se dalje prosljeđuju gradskom vijeću. Odbor je zadužen i za odobravanje raznih gradskih ugovora, subvencija, te za upravljanje ljudskim i financijskim resursima.

### Okružna vijeća
Sveukupno u gradu postoji 19 okružnih vijeća (conseils d’arrondissement), koja se sastoje od okružnog načelnika, te minimalno 5 vijećnika (uključujući gradske vijećnike). Sveukupno u 19 gradskih okruga postoji 40 okužnih vijećnika. Ova vijeća su lokalno zadužena za stambena pitanja, lokalni razvoj, upravljanje parkovima, upravljanje financijam i sl.

### Upravna podjela
Montréal je upravno podijeljen na 19 okruga ili arondismana (arrondissements). To su:
- Ahuntsic-Cartierville
- Anjou
- Côte-des-Neiges–Notre-Dame-de-Grâce
- Lachine
- LaSalle
- Le Plateau-Mont-Royal
- Le Sud-Ouest
- L'Île-Bizard–Sainte-Geneviève
- Mercier–Hochelaga-Maisonneuve
- Montréal-Nord
- Outremont
- Pierrefonds-Roxboro
- Rivière-des-Prairies–Pointe-aux-Trembles
- Rosemont–La Petite-Patrie
- Saint-Laurent
- Saint-Léonard
- Verdun
- Ville-Marie
- Villeray–Saint-Michel–Parc-Extension

## Stanovništvo
U širem gradskom području Montréala živi 4.098.927 stanovnika (2016.), prema Kanadskom statističkom uredu. Ovaj broj uključuje i stanovnike susjednih satelitskih gradova, kao što su Laval, Longueuil i neke druge manje općine. Po broju stanovnika ovo je 30. urbano područje u Americi i 77. u svijetu. Predviđa se da će do 2030. godine u Montréalu živjeti malo vise od 5 milijuna stanovnika.
Spajanjem općina 2002., njihov broj je smanjen s 109 na 66. Od razdvajanja 1. siječnja 2006., sam grad Montréal ima oko 1,7 milijun stanovnika.

### Jezici
| | 1996.  | 2001.  | 2006.  |
| --------------------------------------------------------------------------------------------------- | ------ | ------ | ------ |
| Francuski                                                                                           | 71.2 % | 72.1 % | 70.5 % |
| Engleski                                                                                            | 19.4 % | 18.5 % | 18.5 % |
| Ostali jezici                                                                                       | 13.4 % | 13.1 % | 14.6 % |
| Sveukupan broj postotaka je veći od 100 % zato što neki ljudi kod kuće koriste dva ili više jezika. |        |        |        |

Materinski jezik većine stanovništva u širem području Montréala je francuski (oko 62,96 %). Značajan dio stanovništva (22,47 %) čine novi kanadski državljani čiji materinski jezik nije ni francuski ni engleski (alofono stanovništvo). Za oko 10,97 % materinski jezik je engleski.
Situacija je malo drugačija gledajući sveukupno stanovništvo otoka Montréala, gdje 49.57 % čini frankofono stanovništvo, 34,34 % alofono, te 12,38 % anglofono stanovništvo. Većina stanovništva više ili manje razumije jedan od ova dva većinska jezika, a za veliku većinu alofonog stanovništva francuski ili engleski su drugi jezici. Oko 53 % građana Montréala su dvojezični u francuskom i engleskom, 29 % zna samo francuski, a 13 % samo engleski (ovo stanovništvo nalazi se većinom na zapadu otoka Montréala).
Zbog imigracije u Montréalu se mogu čuti talijanski, njemački, portugalski, španjolski, grčki, rumunjski, jidiš, kao i arapski, kantonski i hindski.

### Imigracija
Prema Kanadskom statističkom uredu, većina stanovnika je europskog podrijetla, najvećim dijelom francuskog, irskog, engleskog i talijanskog. Četiri najvažnije etničke skupine na otoku Montréalu (stanje 2016.) su: Kanađani (stanovništvo koje živi u Kanadi već generacijama) s 43,8 % (1.670.655), Francuzi s 21,7 % (870.245), Talijani s 7 % (279.800) i Irci s 6 % (239.460). U samom gradu Montréalu većinu stanovništva čine Kanađani francuskog ili britanskog podrijetla.
Sukladno popisu stanovništva iz 2016. godine, vidljive manjine čine 34.2 % stanovništva Montréala. Među 5 najbrojnijih vidljivih manjina ubrajamo kanadske crnce (10,3 %), kanadske Arape (7,3 %), Latinoamerikance (4,1 %), jugoistočne Azijce (3,3 %) te kanadske Kineze (3,3 %). Prema kanadskom Zakonu o jednakosti pri zapošljavanju, vidljive manjine su definirane kao osobe ne-bijele boje kože, a koje nisu autohtono stanovništvo Kanade (pripadnici kanadskih Indijanaca). 
Prema etničkom sastavu stanovništvo čine:
- Europljani : 2 987 100 tj. 74,5 % ;
- Crnci : 270 940 tj. 6,8 % ;
- Arapi : 191 165 tj. 4,8 % ;
- kanadski Indijanci : 117 850 tj. 2,9 % ;
- Latinoamerikanci : 110 195 tj. 2,7 % ;
- Kinezi : 89 400 tj. 2,2 % ;
- Južnoazijci : 85 925 tj. 2,1 % ;
- Jugoistočni Azijci : 55 705 tj. 1,4 % ;
- Filipinci : 33 050 tj. 0,8 % ;
- Zapadni Azijci : 28 890 tj. 0,7 % stanovništva
- Korejci : 7055 tj. 0,2 % stanovništva
- Japanci : 3810 tj. 0,1 % stanovništva
- Višestruke etničke grupe : 20 421 tj. 0,5 %.
- Ostali : 3505 tj. 0,1 % stanovništva

### Religija
Za sjevernoamerički grad svoje veličine i značaja, u Montréalu se nalazi veliki broj crkava, zbog čega je grad u 19. stoljeću nosi nadimak „grad sa sto crkvenih tornjeva“ (la ville aux cent clochers). Ističe se Oratorij sv. Josipa, rimokatolička bazilika smještena na sjevernoj padini brda Royal.
Oko 65,8 % stanovništva smatra se kršćanima, od čega najveći dio čine rimokatolici (52,8 %). Ovaj veliki udio katolika objašnjava se činjenicom da većinu stanovništva čine potomci francuskih, talijanskih, irskih i portugalskih doseljenika. Manji dio stanovništva čine protestanti (5,90 %) i pravoslavci (3,7 %), koji su najvećim dijelom potomci engleskih, grčkih i lipanonskih doseljenika.
Od mirne revolucije u 1960.-ima, vrlo mali broj Kvebečana prakticira religije. Udio kršćana koji prakticiraju svoju religiju je puno manji u Québecu nego u ostatku sjeverne Amerike.
Od ostalih religija značajan je islam (9,6 %), te židovska zajednica (8,6 %) koja je unatoč kontinuiranom smanjivanju, imala veliki kulturni utjecaj na grad. U Montréalu žive i manje zajednice budista, sikha, bahaista i hinduista.

## Gospodarstvo
Montréal je sve do 1970-ih godina bio u gospodarskom smislu najvažniji grad u Kanadi, nakon čega je taj status pripao Torontu. Danas je ovo u financijskom smislu drugi po važnosti grad u zemlji, te važno industrijsko i trgovačko središte. Montréal je također i važan lučki grad, koji je rijekom Saint Lawrence povezan s drugim industrijskim središtima na Velikim jezerima. Kao najvažnija luka na istoku Kanade, grad je točka prekrcaja za žitarice, naftne derivate i ostala dobra. To je razlog zašto je grad dio glavnog pravca kanadske željeznice i važno željezničko središte.
Najvažnije industrije u gradu su telekomunikacije, aeronautika, visoka tehnologija, videoigre, tiskarstvo, te tekstilna, modna, elektronička, prometna i duhanska industrija. Neke od važnijih i poznatijih poduzeća u montrealskoj regiji su: Bombardier Inc, Air Canada, Kanadska nacionalna željeznica, Air Transat, Cirque du Soleil, Via Rail, BCE, Hydro-Québec, Power Corporation, Banque Nationale du Canada, Alcan, SNC-Lavalin, Fednav, Saputo, CGI, Quebecor, Domtar i Métro Richelieu.
U Montréalu se nalaze i Montréalska burza (Bourse de Montréal) i NASDAQ Canada. U međunarodnom smislu, grad je sjedište Organizacije međunarodnog civilnog zrakoplovstva (tijelo UN-a), Svjetske antidopinške agencije (olimpijska ustanova), Međunarodne udruge za zračni prijevoz, kao i mnogih drugih međunarodnih udruga.

## Promet
Montréal je prometni hub za istočnu Kanadu te grad s vrlo razvijenim javnim prijevozom. Prema istraživanju iz 2003., oko 33 % stanovništva koristi ovaj oblik prijevoza za odlazak na posao, dok automobile koristi 52,5 %, te 8,2 % ide pješice.

### Zračni prijevoz
Grad koristi dvije međunarodne zračne luke:
- Zračna luka Pierre-Elliott-Trudeau (prije zvana Zračna luka Dorval) za prijevoz putnika (25km od centra grada);
- Zračna luka Mirabel za prijevoz tereta.

Sjedište Air Canade i Air Transata se nalazi u zračnoj luci P.E.Trudeau (YUL) koja je u 2019. godini bila treća najprometnija zračna luka u Kanadi (nakon Toronta i Vancouvera) kroz koju je prošlo 20.03 milijuna putnika. Najprometnije rute su Montréal – Toronto, Montréal – Pariz te Montréal – New York. Zrakoplovne kompanije koje lete s Trudeau povezuju Montréal s 5 kontinenata, tj. s obje Amerike, Afrikom, Azijom i Europom.  

### Metro
Mreža metro sustava koji se nalazi u potpunosti pod zemljom ima 68 stanica i dugačka je 66 km. Metro prometuje na 4 linije (zelena, narančasta, plava i žuta), a njime se dnevno koristi preko milijun i 350 tisuća putnika. Metro povezuje otok Montréal s južnom obalom rijeke Saint-Laurent i gradom Longueuil, te na sjeveru s gradom Lavalom. Metroom upravlja STM (Société de transport de Montréal).
Metro je otvoren 1966. za svjetsku izložbu koja se održala iduće godine. Ovo je prvi metro na svijetu koji u potpunosti koristi sustav na gume. Izgrađen je prema planovima za pariški metro, u suradnji s inženjerima RATP-a i Michelina.
Montréal je među prvima u metro počeo stavljati umjetnička djela. U pedesetak stanica nalaze se brojna djela, kao što su kipovi, murali i sl. Svaku stanicu metroa napravio je drugi arhitekt.

### Željeznički prijevoz
Što se tiče vrlo brzih vlakova, VIA Rail, koji ima sjedište u Montréalu, povezuje grad s mnogim drugim kanadskim gradovima, između ostalog s Québecom i Torontom. Amtrak, koji je željeznička mreža SAD-a, svakodnevno povezuje Montréal s New Yorkom preko Adirondacka.
Montréal je povezan s predgrađem lokalnom željezničkom mrežom koja ima pet linija:
- Montréal/Dorion–Rigaud ;
- Montréal/Deux-Montagnes ;
- Montréal/Blainville–Saint-Jérôme ;
- Montréal/Mont-Saint-Hilaire ;
- Montréal/Delson–Candiac.

Pet stanica ove lokalne mreže povezane su s metroom. Trenutno je u izgradnji linija Montréal/Repentigny–Mascouche koja će biti otvorena 2010. godine.

### Cestovni prijevoz
Otok Montréal je važan cestovni prometni čvor na kojem se križaju mnogi prometni pravci zemlje. Autoceste na otoku su:
- Autocesta 10
- Autocesta 13
- Autocesta 15
- Autocesta 20
  - Autocesta 520
  - Autocesta 720
- Autocesta 25
- Autocesta 40 (Transkanadska autocesta)

Najavljen je i dovršetak autoceste 25 koja bi povezivala i Laval što bi se omogućilo gradnjom novog mosta preko rijeke Prairies. Ovaj projekt naišao je na brojne kritike, posebno ekoloških udruga.
Autobusna mreža Montréal je vrlo razvijena, s 169 dnevnih i 20 noćnih linija. Prva autobusna linija u gradu pokrenuta je 20. studenog 1919. godine.

### Riječni prijevoz
Montréalska luka, koja se nalazi na jugoistoku otoka na rijeci Saint Lawrence, je druga po važnosti luka u Kanadi poslije Vancouvera, te prva po prometu kontejnera. Luka prima razne kategorije plovila koja putuju prema Velikim jezerima, od prekooceanskih brodova do manjih brodica.
Godine 2005., više od 35 000 putnika posjetilo je Montréal na brodovima za kružna putovanja, dok je robni promet bio sveukupno blizu 19 milijuna metričkih tona raznih dobara.

## Kultura
Montréal se smatra kulturnom prijestolnicom Québeca, te općenito cijele frankofonske Sjeverne Amerike. Časopis Monocle navodi Montréal kao „Kanadsku kulturnu prijestolnicu“ Grad je središte Kanade što se tiče televizijske produkcije, kazališta, filma, izdavaštva i medija na francuskom jeziku.

### Festivali i događanja
U Montréalu se godišnje održava veliki broj festivala, od kojih se većina odvija ljeti. Neki od najpoznatijih su Festival International de Jazz de Montréal, FrancoFolies de Montréal, te festival Samo za smijeh. Za vrijeme Festivala jazza, mnoge ulice u središtu grada zatvorene su za promet, te se na njima odvijaju brojne besplatne predstave. Uz glazbene, ovdje se održavaju i mnogi filmski festivali. Zbog brojnih aktivnosti koje nudi, mnogi smatraju Montréal najboljim gradom za razonodu u Kanadi.
Tam-tams du mont Royal je događanje koje se spontano organizira svake sunčane nedjelje u ljetno vrijeme, a obuhvaća brojne međukulturne i glazbene susrete. Ovo okupljanje na Mont Royalu je vrlo popularno među mladima.

### Muzeji i kazališta
Gradsko umjetničko središte je Place des Arts koji je kulturni kompleks u kojem se nalazi Muzej suvremene umjetnosti, te nekoliko kazališta. Ovdje je i sjedište Montréalske opere i Montréalskog simfonijskog orkestra.
Među mnogim muzejima u gradu važno je spomenuti Povijesni i arheološki muzej, Muzej umjetnosti (Musée des beaux-arts) i Muzej Samo za smijeh (Musée Juste pour rire). Od mnogih kazališta u gradu, među poznatijim su Théâtre Saint-Denis, Théâtre du Rideau Vert i Théâtre du Nouveau Monde.

### Spomenici
Spomenici koji se nalaze diljem grada, odnose se obično posebno na frankofonu ili anglofonu zajednicu grada. Društvu koje je osnovalo Ville-Marie (Société Notre-Dame de Montréal), podignut je obelisk na trgu Youvillea. Glavnom gradskom osnivaču, Paulu Chomedeyu de Maisonneuveu, podignut je spomenik na Place d'Armes.
U gradu se nalaze i dvije očuvane kuće poznatih francuskih istraživača, Antoinea Laumeta, koji je osnovao grad Detroit (SAD), te Renéa Roberta Caveliera de La Sallea, slavnog istraživača Mississippija. Jedna od važnijih povijesnih lokacija u gradu je i muzej u dvorcu Ramezay.
Razdoblje britanske vlasti obilježeno je Nelsonovim stupom. Taj spomenik, koji se nalazi na trgu Jacques-Cartier, je jedan od najkontroverznijih spomenika u gradu jer ga mnogi smatraju simbolom britanskog imperijalizma, jednako kao i kip kraljice Viktorija, Viktorije na trgu Victoria. Spomenik sir George-Étienneu Cartieru, jednom od osnivača kanadske konfederacije, nalazi se na ulasku u park Mont-Royal.
Budući da je katoličanstvo dio identiteta frankofone zajednice, ovdje se nalazi i određeni broj religijskih spomenika. La Pietà iz 1855., koja se nalazi u mauzoleju La Pietà na groblju Notre-Dame-des-Neiges, napravljena je po uzoru na Michelangelovu Pietu u bazilici sv. Petra u Vatikanu.

### Zelene površine
U gradu se nalazi nekoliko stotina parkova i ostalih zelenih površina. Najvažnija i najoznatija zemela površina u Montréalu je park Mont-Royal. Ovaj park je 1876. dizajnirao američki krajobrazni arhitekt Frederick Law Olmsted koji je dizajnirao i Central Park u New Yorku. Park Mont-Royal ima površinu od oko 2 km². Ostale važnije zelene površine u Montréalu su:
- Važniji parkovi :
  - Park Mont-Royal (1,90 km²)
  - Park Jean-Drapeau (2,09 km²)
  - Park René-Lévesque (0,14 km²)
  - Okolišni kompleks Saint-Michel (1,92 km²)
- Važniji urbani parkovi :
  - Parc des Rapides (0,30 km²)
  - Park Jarry (0,36 km²)
  - Promenade Bellerive (0,22 km²)
  - Park Lafontaine (0,36 km²)
  - Park Angrignon (0,97 km²)
  - Park Maisonneuve (0,63 km²)
- Parkovi prirode :
  - Cap Saint-Jacques (2,88 km²)
  - Île-de-la-Visitation (0,34 km²)
  - Pointe-aux-Prairies (2,61 km²)
  - Île Bizard (2,01 km²)
  - Bois-de-Liesse (1,59 km²)
  - Anse-à-l’Orme (0,88 km²)

## Obrazovanje
Zahvaljujući činjenici da se u njemu nalaze četiri sveučilišta, Montréal ima najveći broj studenata od svih većih gradova u Sjevernoj Americi. Broj studenata na 100 stanovnika je 4,38, a slijedi ga Boston s 4,37 studenata na 100 stanovnika. Četiri gradska sveučilišta su Concordia, McGill, Montréalsko i Kvebečko sveučilište. Iako se sveučilišta razlikuju po jeziku predavanja, Concordia (dvojezično), McGill (anglofono) i Montréalsko sveučilište (frankofono), dopuštaju mnogim katedrama rad na oba službena jezika Kanade.

### Frankofona sveučilišta
U gradu se nalaze dva frankofona sveučilišta. Njih uz građane Montréala pohađaju i brojni studenti iz ostatka Québeca te Kanade. 
Montréalsko sveučilište (Université de Montréal ili UdeM) je jedno od deset najvećih kanadskih sveučilišta, te najvažnije u Québecu. Ovo je prvo frankofono sveučilište u Montréalu i drugo po veličini u svijetu, nakon Sorbone u Francuskoj. Prema Times Higher Education Supplementu, ovo je jedno od sto najboljih sveučilišta na svijetu. Škole ovog sveučilišta su:
- HEC Montréal
- École polytechnique de Montréal
- Centre hospitalier de l'Université de Montréal (CHUM)

Kvebečko sveučilište u Montréalu (Université du Québec à Montréal ili UQAM) je sastavni dio Kvebečkog sveučilišta koji je mreža povezanih frankofonih sveučilišta. Škole ovog sveučilišta su:
- École de design (UQAM)
- École de langues (UQAM)
- École supérieure de mode de Montréal (UQAM)
- École de technologie supérieure (UQ)
- École nationale d'administration publique (UQAM)
- Institut national de la recherche scientifique (UQ)

### Anglofona sveučilišta
Dva anglofona sveučilišta privlače veliki broj studenata, posebno iz SAD-a. Ovi studenti čine veliki dio stanovništva u gradskim okruzima Ville-Marie i Notre-Dame-de-Grâce.
Sveučilište Concordia je službeno dvojezično sveučilište na kojem se studentski radovi i ispiti mogu davati i na francuskom i na engleskom jeziku. Ovo sveučilište se trenutno širi, tako da su u fazi izgradnje nove zgrade sveučilišta.
Sveučilište McGill (McGill University) je na glasu kao vrlo tradicionalno sveučilište, koje je među najstarijima u Kanadi. Ovo sveučilište smatra se jednim od najprestižnijih sveučilišta u Sjevernoj Americi i među anglosaksonskim zemljama. Prema Times Higher Education Supplementu, McGill je najbolje sveučilište u Kanadi, te se nalazi među 25 najboljih u svijetu. Tradicionalnoa studentska četvrt ovog sveučilišta koja se nalazi u okrugu Plateau Mont-Royal naziva se geto McGill.

## Sport
Najpopularniji sport u gradu s najviše navijača je hokej na ledu. Canadiens de Montréal je jedna od šest izvornih klubova NHL-a, koji je dosad najuspješniji u kupu Stanley s 24 osvojena prvenstva, što je za 11 mjesta više od Toronta koji se nalazi na drugom mjestu.
Grad također ima bogatu povijest bejzbola. Sve do 1960. ovdje se nalazi uspješan klub Royaux de Montréal. MLB klub Expos de Montréal igrao je u gradu od 1969. godine. Ovaj klub je nakon 37 godina u Montréalu premješten u Washington, gdje od 2005. funkcionira pod nazivom Washington Nationals.
Iz Montréala dolazi klub kanadskog nogometa Alouettes de Montréal koji igra utakmice na stadionu Percival-Molson i na Olimpijskom stadionu. U gradu se nalazi i nekoliko sveučilišnih klubova kanadskog nogometa.
Prvoligaški (United Soccer Leagues) gradski nogometni klub je Impact de Montréal koji igra na stadionu Saputo. Utakmice svjetskog nogometnog U-20 prvenstva 2007. u gradu su igrane na Olimpijskom stadionu.
Velika nagrada Kanade u Formuli 1 vozila se neprekidno u Montréalu od 1982. do 2008. na trkalištu Circuit Gilles Villeneuve koje se nalazi na otoku Notre-Dame. Ovdje su vožene i utrke Champ Cara.
Grad je ugostio Olimpijske igre 1976. godine. To su bile najskuplje OI u povijesti, sve do igara 2008. u Pekingu. Zbog loše isplaniranog budžeta, grad je morao otplaćivati dug za ove igre sve do prosinca 2006. godine. Iako su ove igre s financijske strane smatrane katastrofom, sa sportske strane su bile vrlo uspješne što je još dodatno pojačalo ulogu grada u svjetskom sportu.
Ovdje su održavana i mnoga druga prvenstva i natjecanja u mnogim sportovima, kao što je Svjetsko prvenstvo u vodenim sportovima 2005., te prve svjetske Outgames održane 2006. godine.
Profesionalni sportski klubovi koji danas funkcioniraju u gradu su:
| Klub                  | Liga                  | Stadion                                    | God. osnivanja | Br. osvojenih prvenstava |
| --------------------- | --------------------- | ------------------------------------------ | -------------- | ------------------------ |
| Canadiens de Montréal | NHL                   | Centre Bell                                | 1909.          | 24                       |
| Alouettes de Montréal | LCF                   | Stadion Percival-Molson Olimpijski stadion | 1996.          | 5                        |
| Impact de Montréal    | United Soccer Leagues | Stadion Saputo                             | 1993.          | 2                        |
| Royal de Montréal     | ABA                   | Centre Pierre Charbonneau                  | 2005.          | 0                        |

## Zbratimljeni gradovi
Montréal ima potpisane ugovore o partnerstvu, prijateljstvu i suradnji sa sljedećim gradovima:
|  | Država       |  | Grad     |  | Podnacionalna jedinica | Datum |
|  | Armenija     |  | Erevan   |  | Erevan                 | 1998. |
|  | NR Kina      |  | Šangaj   |  | Šangaj                 | 1985. |
|  | Francuska    |  | Lyon     |  | Rona-Alpe              | 1979. |
|  | Francuska    |  | Pariz    |  | Île-de-France          | 2006. |
|  | Indija       |  | Lucknow  |  | Utar Pradeš            | 2000. |
|  | Japan        |  | Hirošima |  | Prefektura Hirošima    | 1998. |
|  | Filipini     |  | Manila   |  | Metro Manila           | 2005. |
|  | Južna Koreja |  | Busan    |  | Yeongnam               | 2000. |
|  | ------------ |  | -------- |  | ---------------------- | ----- |

## Vanjske poveznice
- (fr.),(engl.) Službena stranica Montréala
- (fr.),(engl.) Službena turistička stranica grada  Arhivirana inačica izvorne stranice od 13. travnja 2009. (Wayback Machine)